# Сто вјекова
Сто вјекова је девети студијски албум рок бенда Дивље јагоде издат 1997. године.

## Списак песама
На албуму се налазе следеће песме:

## Постава бенда
- Зеле Липовача – гитара
- Наско Будимлић – бубњеви
- Санин Карић – бас
- Жанил Татај – вокал
- Емир Церић – вокал